# Лапін Даніель Сергійович
Даніель Сергійович Лапін (18 червня 1997, Вроцлав, Польща) — непереможений український боксер-професіонал, який виступає у напівважкій ваговій категорії. Майстер спорту України, багаторазовий чемпіон України та призер чемпіонату Європи. Серед професіоналів чинний чемпіон за версієями IBO Continental (2023—2024), IBF Inter-Continental, WBA Inter-Continental (2024-т. ч.), WBO International (2025-т. ч.) у напівважкій вазі.
Найкраща позиція рейтингу BoxRec — 33-а (липень 2025), є 2-м серед українських боксерів напівважкої ваги, а за рейтингами основних міжнародних боксерських організацій займає 8-й рядок рейтингу WBA — входячи до ТОП-35 найкращих напівважковаговиків світу

## Життєпис
Народився у Польщі у місті Вроцлав. Ріс у Криму, навчався у школі № 31, закінчив Кримський федеральний університет імені В. І. Вернадського. Син заслуженого тренера з боксу Сергія Лапіна.

### Аматорська кар'єра
Провів 290 поєдинків у аматорському боксі.

### Професійна кар'єра
1 серпня 2020 року на Київщині провів дебютний бій на професійному рингу, перемігши білоруса Сергія Крапшілу в рамках вечора боксу, організованого промоутерською компанією Олександра Усика «Usyk17 Pomotions». З перших хвилин бій пройшов під диктовку Даніеля Лапіна, який впродовж усього поєдинку демонстрував контроль над суперником. Лапін вміло тримав дистанцію та пресингував, набираючи очки у свій актив. Бій завершився перемогою українця одноголосним рішенням трьох суддів: 40-36.

#### Бій з Аро Шварцем
26 серпня 2023 року в польському Вроцлаві в андеркарді бою Олександр Усик — Денієл Дюбуа відбувся бій із німецьким боксером Аро Шварцем. Лапін продемонстрував перевагу на дальній за рахунок джеба, змінюючи стійки, комбінуючи атаки та нокаутувавши супротивника в шостому раунді. Цей успіх приніс йому пояс IBO Continental.

#### Бій з Альмірем Скріелі
10 лютого в Мадриді (Іспанія) відбувся поєдинок з чорногорцем Альмірем Скріелі, в якому Даніель Лапін захистив титул чемпіона світу за версією IBO Continental. Вже в першому раунді Скріелі опинився на канвасі, але зумів продовжити бій. Однак у другому раунді українець ще двічі відправив свого суперника до нокдауну і рефері зупинив бій, присудивши дострокову перемогу Лапіну.

#### Бій з Октавіу Пудівітром
18 травня в Ер-Ріяді (Саудівська Аравія) зустрівся з португальцем Октавіу Пудівітром в андеркарді поєдинку Олександр Усик — Тайсон Ф'юрі. На кону стояв титул WBA Intercontinental. Лапін відразу відзначився перевагою: працював від джеба, маючи велику перевагу в антропометрії. В одному з епізодів у першому раунді Даніель добре ударив зліва і суперник взяв коліно. Після нетривалого добивання та відліку рефері, бій було зупинено.

#### Бій з Діланом Коліном
21 грудня 2024 року в рамках вечора боксу в Ер-Ріяді (Саудівська Аравія), головною подією якого став бій-реванш Олександра Усика та Тайсона Ф'юрі, Лапін переміг у 10-раундовому поєдинку за титул IBF Intercontinental у напівважкій вазі проти француза Ділана Коліна (14-0). Українець значно перевершував свого суперника в зрості та довжині рук, і майстерно використовував цю перевагу. Лапін не поспішав розгортати події, спокійно та методично наносив удари з далекої дистанції. Хоча не всі його удари були влучними, тих, що досягали мети, вистачало для демонстрації його явної переваги. Коли Лапін виграв перші шість раундів, стало зрозуміло, що французу вже не вдасться перемогти за очками. У фіналі Колін намагався ризикувати, активно атакуючи на ближній дистанції, але це не принесло результату. Рахунок суддів на користь Лапіна: 100–90, 99–91 и 99–91.

#### Бій з Льюїсом Едмондсоном
19 липня 2025 року в Лондоні (Англія) на стадіоні «Вемблі» в андеркарті бою Олександр Усик — Денієл Дюбуа зустрівся з англійцем Льюїсом Едмондсоном. На кону бою стояли три регіональні титули за версіями IBF, WBA та WBO у напівважкій вазі. Боксери провели доволі конкурентний поєдинок, пройшовши повну 10-раундову дистанцію. Лапін та Едмондсон періодично перехоплювали ініціативу, вибухаючи активними серіями. Упродовж бою Льюїс кілька разів діяв не за правилами, завдаючи удари з порушеннями. В одному з епізодів Лапін ледь не вилетів за межі рингу, втримавшись лише завдяки канатам. Суддівське рішення визначило переможця: нічия 95–95 і двічі 96–94 на користь українця.

## Статистика професійних боїв
| 12 поєдинків, 12 перемог (4 нокаутом). | 12 поєдинків, 12 перемог (4 нокаутом). | 12 поєдинків, 12 перемог (4 нокаутом). | 12 поєдинків, 12 перемог (4 нокаутом). | 12 поєдинків, 12 перемог (4 нокаутом).                | 12 поєдинків, 12 перемог (4 нокаутом). | 12 поєдинків, 12 перемог (4 нокаутом). |
| Бій                                    | Рекорд                                 | Дата                                   | Суперник                               | Місце бою                                             | Результат                              | Дані про бій |
| -------------------------------------- | -------------------------------------- | -------------------------------------- | -------------------------------------- | ----------------------------------------------------- | -------------------------------------- | --- |
| 12                                     | 12-0                                   | 19 липня 2025                          | Льюїс Едмондсон (11-0)                 | Вемблі, Лондон, Велика Британія                       | MD 10                                  | Захистив титул чемпіона світу за версією WBA Continental (2-й захист), IBF Inter-Continental (1-й захист). Виграв вакантний титул чемпіона світу за версією WBO International. |
| 11                                     | 11-0                                   | 21 грудня 2024                         | Ділан Колін (14-0)                     | Kingdom Arena, Ер-Ріяд, Саудівська Аравія             | UD 10                                  | Захистив титул чемпіона світу за версією WBA Continental (1-й захист). Виграв вакантний титул чемпіона світу за версією IBF Inter-Continental.                                 |
| 10                                     | 10-0                                   | 18 травня 2024                         | Октавіу Пудівітр (9-1)                 | Kingdom Arena, Ер-Ріяд, Саудівська Аравія             | KO 1 (10), 1:47                        | Виграв вакантний титул чемпіона світу за версією WBA Inter-Continental у напівважкій вазі.                                                                                     |
| 9                                      | 9-0                                    | 10 лютого 2024                         | Альмір Скріелі (19-8)                  | Gimnasio del Rayo Vallecano, Мадрид, Іспанія          | TKO 2 (10)                             | Захистив титул чемпіона світу за версією IBO Continental (1-й захист) у напівважкій вазі.                                                                                      |
| 8                                      | 8-0                                    | 26 серпня 2023                         | Аро Шварц (20-6-1)                     | Стадіон Вроцлав, Вроцлав, Польща                      | TKO 6 (10), 2:25                       | Виграв вакантний титул чемпіона світу за версією IBO Continental у напівважкій вазі.                                                                                           |
| 7                                      | 7-0                                    | 15 квітня 2023                         | Еммануель Фезо (10-13-2)               | GE Turow Arena, Зґожелець, Польща                     | TKO 1 (6), 2:35                        | |
| 6                                      | 6-0                                    | 20 серпня 2022                         | Йозеф Юрко (9-6-1)                     | Король Абдалла Спортс Сіті, Джидда, Саудівська Аравія | UD 8                                   | |
| 5                                      | 5-0                                    | 25 вересня 2021                        | Павло Мартинюк (4-7)                   | Тоттенгем, Лондон, Велика Британія                    | PTS 6                                  | |
| 4                                      | 4-0                                    | 10 квітня 2021                         | Аттіла Корос (16-22-1)                 | Київ, Україна                                         | UD 6                                   | |
| 3                                      | 3-0                                    | 6 березня 2021                         | Бека Адуашвілі (17-21-1)               | AKKO International, Київ, Україна                     | UD 6                                   | |
| 2                                      | 2-0                                    | 13 грудня 2020                         | Сергій Шевчук (1-8-1)                  | Кіностудія імені Олександра Довженка, Київ, Україна   | UD 4                                   | |
| 1                                      | 1-0                                    | 1 серпня 2020                          | Сергій Крапшіла (4-26-2)               | Equides Club, Лісники, Україна                        | UD 4                                   | Професійний дебют. |
| Бій                                    | Рекорд                                 | Дата                                   | Суперник                               | Місце бою                                             | Результат                              | Дані про бій |